# Iman Willem Falck
Iman Willem Falck, ook wel Iman Wilhelm Falk (Colombo, 25 maart 1736 – Colombo, 6 februari 1785) was een jurist en koopman in dienst van de VOC en van 1765 tot 1785 de 32e gouverneur van Ceylon.

## Biografie

### Kindertijd in Ceylon
De familie Falck kwam oorspronkelijk uit Oost-Friesland. De naam werd ooit gespeld als Valcke. Otto Wilhelm Falck (1679-1730), een militair uit Emden die in 1720 met zijn gezin naar Utrecht verhuisde, had 11 zoons en dochters, van wie meerdere voor de VOC naar Indië gingen om fortuin te maken nadat hun vader in financiële problemen was geraakt. Een van hen was Frans Willem Falck, Iman Willems vader. Deze vertrok in 1731 en werkte daarna als koopman en fiscaal in Ceylon, op het hoofdkantoor Colombo. Eind 1735 trouwde hij daar met zijn achternicht Adriana Gobius, een dochter van Johan Frederik Gobius, die gouverneur van Malakka was geweest. Een jaar later werd Iman Willem geboren. Nog een jaar later werd zijn vader aangesteld als dessave van Matara aan de zuidkust. Zijn carrière eindigde daar abrupt toen hij in augustus 1737 op zijn 27e overleed. Adriana ging met Iman Willem terug naar Colombo en trouwde daar met de opperkoopman Arent van Broyel. Deze werd in 1740 benoemd tot dessave van Jaffna. Twee jaar later was hij weer in Colombo als dessave. In januari 1743 werd de bijna zevenjarige Iman Willem naar Utrecht gestuurd voor een opleiding. Hij kwam daar bij zijn oma te wonen. Zijn moeder en stiefvader vertrokken het jaar daarop naar Batavia, waar Van Broyel als extraordinair lid van de Raad van Indië was aangesteld. Iman Willem zou zijn moeder pas in 1756 weer terug zien. Van Broyel overleed in 1753.

### Studie in Utrecht
In september 1747 werd Iman Willem Falck ingeschreven op de Hiëronymusschool in Utrecht, de grootste Latijnse school in de Republiek, waarop ook zijn vader en zijn ooms hadden gezeten. Daarna ging hij naar de universiteit, waar hij op 16 september 1756 promoveerde in de rechten. Ook hierin volgde hij zijn vader. Kort daarna nam hij dienst bij de VOC-Kamer Amsterdam, als onderkoopman op het schip de Amelisweert, waarbij de hoofdparticipant Thomas Hope voor hem bemiddeld had. Hope, die dat jaar bewindhebber werd, en in 1766 de representant werd van de opperbewindhebber van de VOC stadhouder Willem V, zou in de rest van zijn loopbaan als zijn patroon blijven optreden. Patroon-cliënt relaties, al of niet gebaseerd op familieverband, speelden naast geschiktheid in de 18de eeuw een belangrijke rol in het verkrijgen van goede posities, ook bij de VOC. Falck zelf schreef later dat het onmogelijk was: 'zonder machtige Patronen door de wereld te komen'.

### Batavia
In december 1756 vertrok hij op de Amelisweert naar Batavia, waar hij op 16 juli 1757 aankwam. Ook zijn neef Otto Willem voer mee. Voor hem was slechts een plek als constabelmaat beschikbaar. In juli 1757 kwamen ze aan in Batavia. Hier ontmoette Falck na 14 jaar zijn moeder weer, en ging bij haar in huis wonen. Hij werd aangesteld als schrijver, en kort daarna als geheimschrijver (privé-secretaris) van de gouverneur-generaal Jacob Mossel. Otto Willem vertrok naar de handelspost Chinsura in Bengalen.

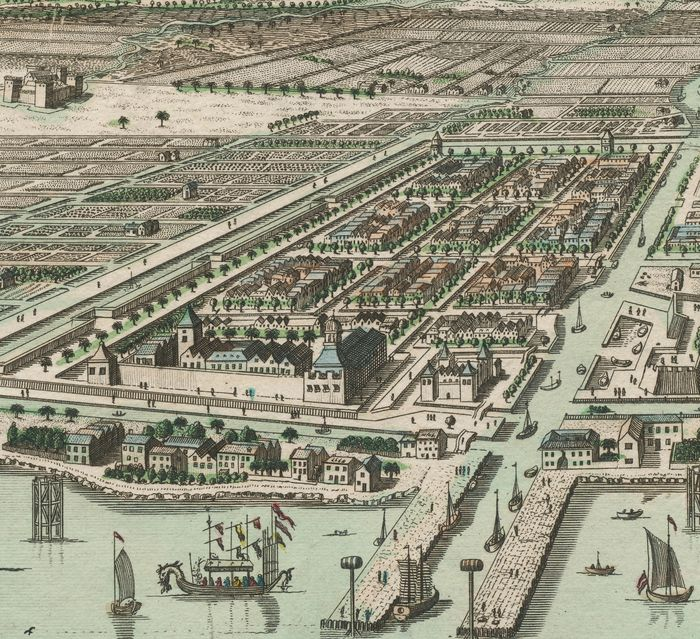
Batavia rond 1760

Iman werd in februari 1761 bevorderd tot koopman. In mei stierf Jacob Mossel. Hij werd opgevolgd door Petrus van der Parra. Ook met hem had Falck een goede relatie. Van der Parra was al sinds 1747 lid van de Raad van Indië en was net als Falck in Colombo geboren. Hij benoemde hem in juni tot eerste vaandrig van de pennisten (schrijvers en klerken) op het Kasteel Batavia, en een maand later, op 9 juli, tot opperkoopman. Op 28 februari 1763 trouwde Falck met de 15-jarige Theodora Rudolpha de Wendt, 'Doortje', de dochter van brigadier Gerard de Windt, bevelhebber van de militie. In juni werd hij tweede secretaris van de Raad van Indië. Toen de eerste secretaris, Willem Fockens, kort daarna gouverneur van Ambon werd, volgde Falck hem op 12 september op, eerst op proef en vanaf december vast. Op 1 november van dat jaar overleed zijn moeder, 44 jaar oud.
In mei 1765 kwam in Batavia het bericht aan van het overlijden van de gouverneur van Ceylon, Lubbert Jan van Eck, aan een ziekte opgelopen tijdens zijn succesvolle verovering van Kandy, de hoofdstad van het Singalese koninkrijk in de bergen in het binnenland. In juni werd hierover druk vergaderd, waarna Falck werd benoemd tot zijn opvolger, omdat vooral gouverneur-generaal Van der Parra vond dat het eiland iemand nodig had 'die de zaken daar kent en ijver combineert met inzicht en beleid'. Meerdere raadsleden vonden Falck voor de moeilijke situatie in Ceylon te jong en onervaren (hij was 29, en kort tevoren nog om die reden afgevallen als kandidaat voor het gouverneurschap van Coromandel). Vooral Jan Schreuder (de voorganger van Van Eck als gouverneur van Ceylon), Louis Taillefert, Willem Arnold Alting en Maurits Hilgers waren tegen. Ze vonden dat een lid van de Raad van Indië de taak op zich zou moeten nemen, maar het was niet duidelijk wie dat dan moest zijn. Uiteindelijk was de stemming 6 tegen 5, waarbij Van der Parra's stem de doorslag gaf. Falck kreeg als opdracht vrede te sluiten met de koning van Kandy, Kirti Sri Rajasingha. Schreuder was het daar niet mee eens. Hij vond dat het koninkrijk opgedeeld moest worden in meerdere stukken, geregeerd door de VOC goedgezinde hovelingen. Taillefert en Alting stuurden een verslag van de vergadering naar de Heren XVII, vanwege het bijzondere verloop ervan. Taillefert klaagde in een persoonlijke brief aan Thomas Hope dat Falck 'niet alleen, schoon te Colombo geboren, meede geene lokale kennise van Ceilon, nog andere krijgskunde hadde, als die men uijt boeken halen kan'. Falck zelf was het om het even. Hij vond de post niet 'begeerlijk' maar wilde er het beste van gaan maken.

### Gouverneur van Ceylon

#### Verdrag met Kandy

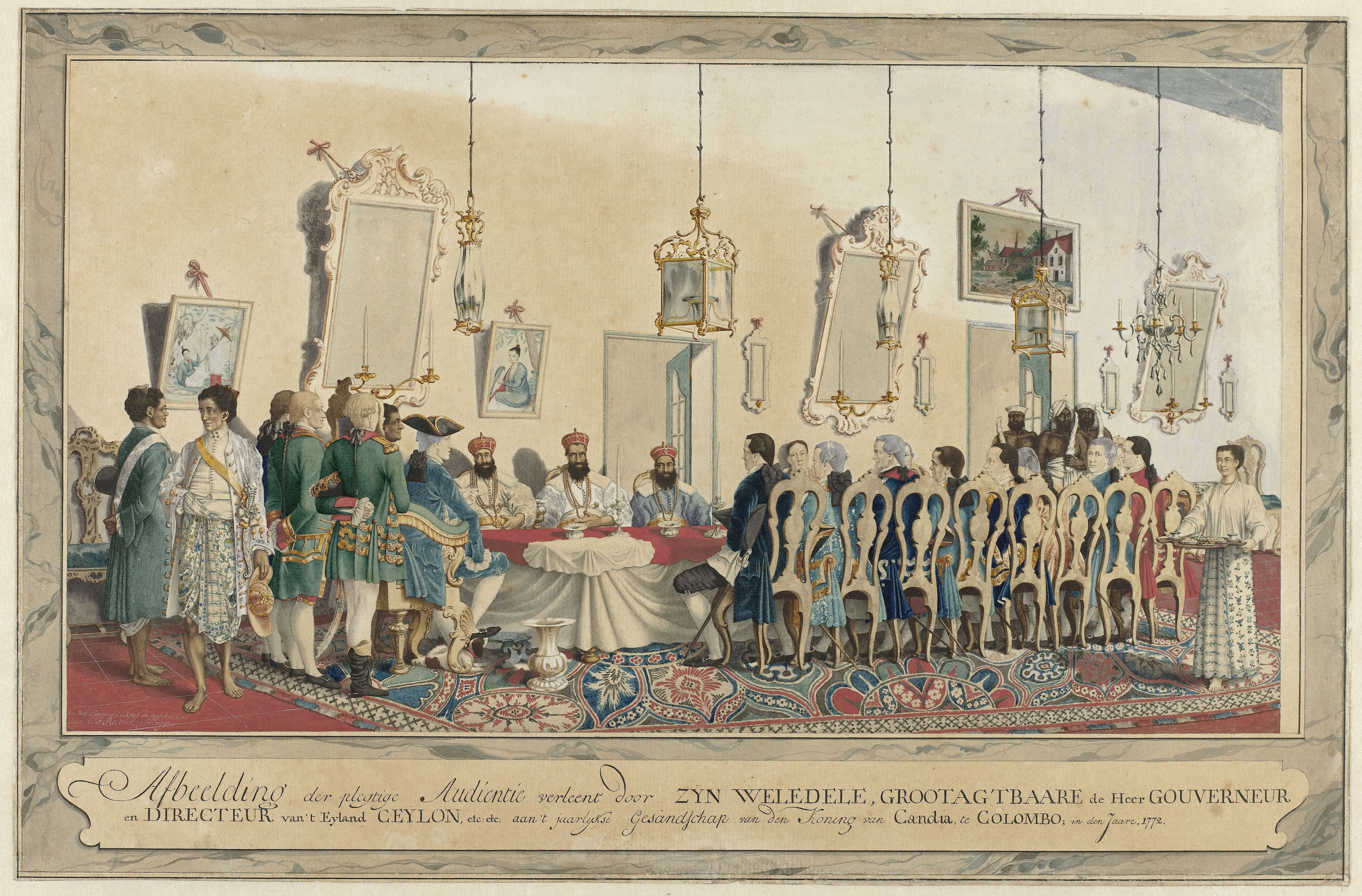
Ontvangst van de gezanten van de koning van Kandy door gouverneur Falck in 1772. Falck zit aan het hoofd van de tafel in blauwe jas. Aan de overkant van de tafel de gezanten uit Kandy. Rechts de leden van de raad van Colombo.

Op 28 juli kwam Falck aan in Galle, waar hij verwelkomd werd door de commandeur Abraham Samlant. Vandaar ging het in ceremoniële optocht naar Colombo, waar hij op 9 augustus aankwam en het gouverneurschap overnam van Anthony Mooyaart, commandeur van Jaffna, die het zolang waargenomen had. Op Ceylon had zes jaar lang een kostbare oorlog gewoed met het koninkrijk Kandy. Van Eck had met zijn laatste veldtocht een grote stap gezet naar de beëindiging daarvan. Ondanks dat het bezettingsleger in Kandy door voedselgebrek en ziekte, en belaagd door een guerrilla vanuit de bossen, eind augustus moest terugkeren naar Colombo, wist Falck door stevig te onderhandelen, en te dreigen met hernieuwd militair optreden, op 14 februari 1766 een zeer gunstig vredesverdrag te sluiten. Het was grotendeels gebaseerd op het verdrag waarvoor Van Eck ten strijde was getrokken. De soevereiniteit van de Compagnie werd van de al in het bezit zijnde gebieden in het zuidwesten en noorden uitgebreid met een 5 kilometer brede strook rond het hele eiland. De koning van Kandy behield de soevereiniteit over het gehele binnenland. De kaneel op zijn grondgebied zou hij laten schillen en voor een vaste prijs verkopen aan de Compagnie, zonder dat er ieder jaar om gevraagd moest worden. Aangezien goede kwaliteit kaneel alleen op Ceylon groeide had de VOC er een handelsmonopolie op, waarmee veel winst gemaakt werd in Europa. In ruil mochten de Kandianen voortaan vrijuit zout winnen aan de westkust, en mocht het hof voortaan meedoen met de olifantenhandel, een langgekoesterde wens. Ook de olifanten moesten wel aan de Compagnie worden verkocht. In 1765 meegenomen objecten uit het paleis en tempels in Kandy zouden worden teruggegeven. De vrede tussen beide partijen zou onderhouden worden door jaarlijkse gezantschappen, zoals voorheen, maar voortaan met gelijke ceremonie. Dus geen knielen, kruipen en in zilveren schotels op het hoofd gedragen brieven meer aan het hof van Kandy.

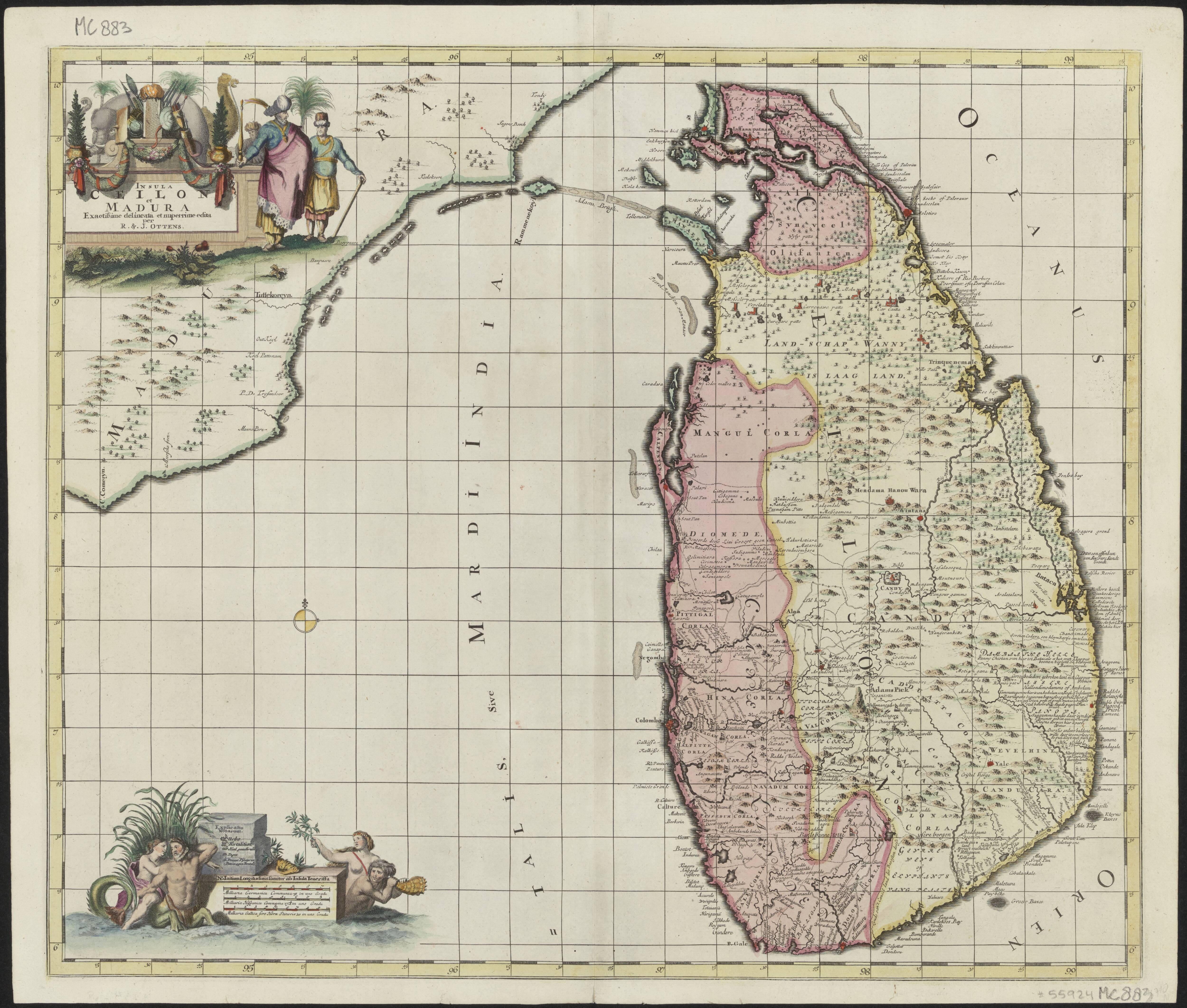
Kaart van Ceylon en de kust van Zuid-India (Madura) uit 1753. Het rode gebied werd door de VOC bestuurd.

De Raad van Indië en de Heren XVII waren zeer ingenomen met de vrede, en Van der Parra schreef aan Thomas Hope dat hij nu iedereen kon overtuigen dat zijn 'keuse van den heer Falck tot bereijk van dat werk niet qualijk maar gefundeert geweest is' en dat hij een voorbeeld was 'voor trouw sonder eijgene gewinne en glorie na te jagen en de uijtkomsten der saken aan de wisselvalligheijt over te laten'. Op 21 oktober werd Falck door de Heren XVII benoemd tot extraordinair lid van de Raad van Indië.
Falcks stijl als gouverneur was methodisch, weloverwogen en stabiel, in niet-aflatende ijver, ondanks een vaak zwakke gezondheid. In de Raad van Ceylon speelde hij een leidende en actieve rol, waarbij hij graag gebruik maakte van vertrouwelingen, zoals Adriaan Moens en zijn latere opvolgers Johan van Angelbeek en Willem Jacob van de Graaff, die later allen door hem of door Van der Parra op belangrijke posten werden benoemd. Ook had Falck zeker drie 'neven' op Ceylon: Martinus Mekern, die in 1780 opperhoofd van Tuticorin werd, Cornelis de Cock, die in 1782 dessave van Colombo werd, zes keer op audiëntie naar Kandy ging (in 1783 en 1785 als ambassadeur) en eigenaar was van grote kaneeltuinen, en Cornelis Dionysius Kraijenhoff, die in 1785 door Falck tot commandeur van Galle werd benoemd.

#### Kaneel

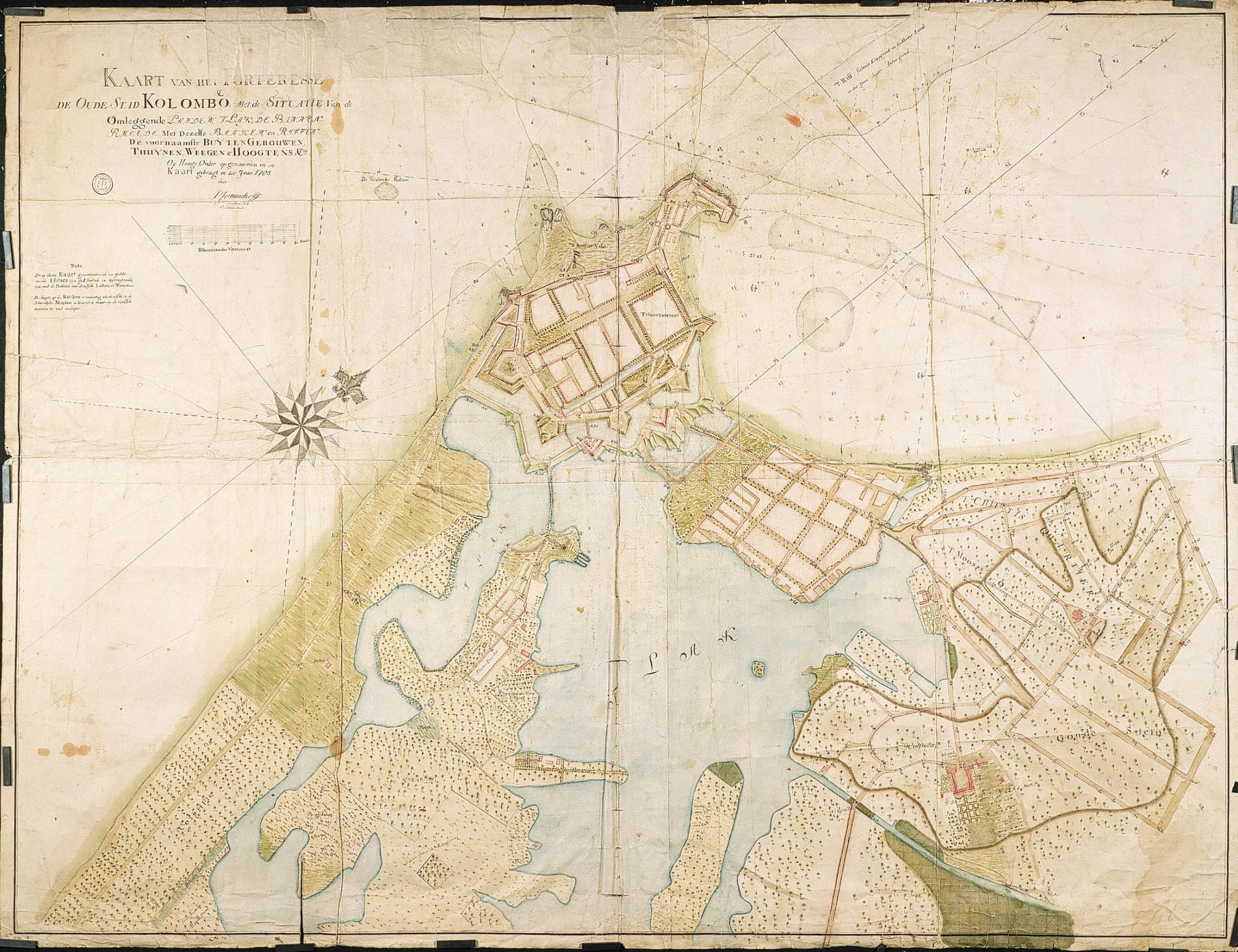
Kaart van het fort en de voorstad van Colombo in 1785. 'Met de situatie van de omleggende landen, 't lak, de binnenrheede met dezelfs banken en riffen. De voornaamste buytengebouwen, thuynen, weegen en hoogtens'.

Falck richtte zich vooral op uitbreiding en verbetering van de kaneelproductie. Na in opdracht van Batavia experimenten in zijn eigen tuin te hebben uitgevoerd begon hij vanaf maart 1771 met de aanleg van kaneeltuinen, waarin de oorspronkelijk in het wild groeiende kaneelbomen werden aangeplant. Dit om minder afhankelijk te worden van Kandy en om de bomen beter te kunnen beschermen. Een andere ingrijpende vernieuwing was het doorbreken van het kastenstelsel bij het kaneelschillen. Niet langer mocht alleen de chalia kaste dit doen, als herendienst, maar iedereen, om de kaneel (alleen) aan de VOC te verkopen voor een vaste prijs. Dit kostte de VOC meer geld, maar maakte haar minder afhankelijk van de lastige chalia's en maakte de kaneelverbouw aantrekkelijk voor iedereen, zodat er meer geleverd werd. Ook stimuleerde Falck de rijstverbouw, om Ceylon minder afhankelijk te maken van import.
Falck was een integer en betrouwbaar mens en stond met iedereen op goede voet. De uitzondering was Arnoldus de Lij, die in 1766 de overleden Samlant was opgevolgd als commandeur van Galle, maar daarna twee keer gepasseerd werd voor de post van commandeur van Jaffna ten gunste van vertrouwelingen van Falck. De eerste keer de uit Batavia meegekomen Christaan Rose, de tweede keer de hoofdadministrateur Bartholomeus Raket.
In 1766 maakte hij een inspectiereis naar Galle en Matara. Het jaar daarop naar Mannar aan de noordwestkust, Jaffna in het noorden, en Trincomalee en Batticaloa aan de oostkust. Daar zou het grotendeels bij blijven, vanwege zijn zwakke gezondheid. Hij klaagde regelmatig over 'hete koortsen' en had met tussenpozen last van somberheid. In 1767 ging er weer een gezantschap naar het hof van Kandy, onder leiding van de secretaris van de Raad Van Angelbeek. De koning liet bij de audiëntie voortaan een gordijn ophangen zodat hij niet hoefde te zien dat de gezanten niet knielden. Twee jaar later liet Falck op zijn verzoek een prinses uit het Zuid-Indiase Madoera halen waar zijn broer mee kon trouwen. De troon van Kandy werd sinds 1739 bezet door een dynastie uit Madoera, die daar hun vrouwen vandaan bleven halen. Falck vroeg ook om een persoonlijke ontmoeting met de koning, maar daar zou het nooit van komen. In de 150-jarige geschiedenis van de VOC op Ceylon ontmoetten gouverneur en koning elkaar nooit. Het bleef altijd bij het uitwisselen van gezantschappen. In maart 1774 kwam Falcks neef Otto Willem langs, op weg van Bengalen naar Batavia, om vandaar als gefortuneerd man terug te reizen naar Nederland. In 1779 liet Falck nog twee prinsessen uit Madoera halen waar de koning mee trouwde.

#### De dreiging uit India

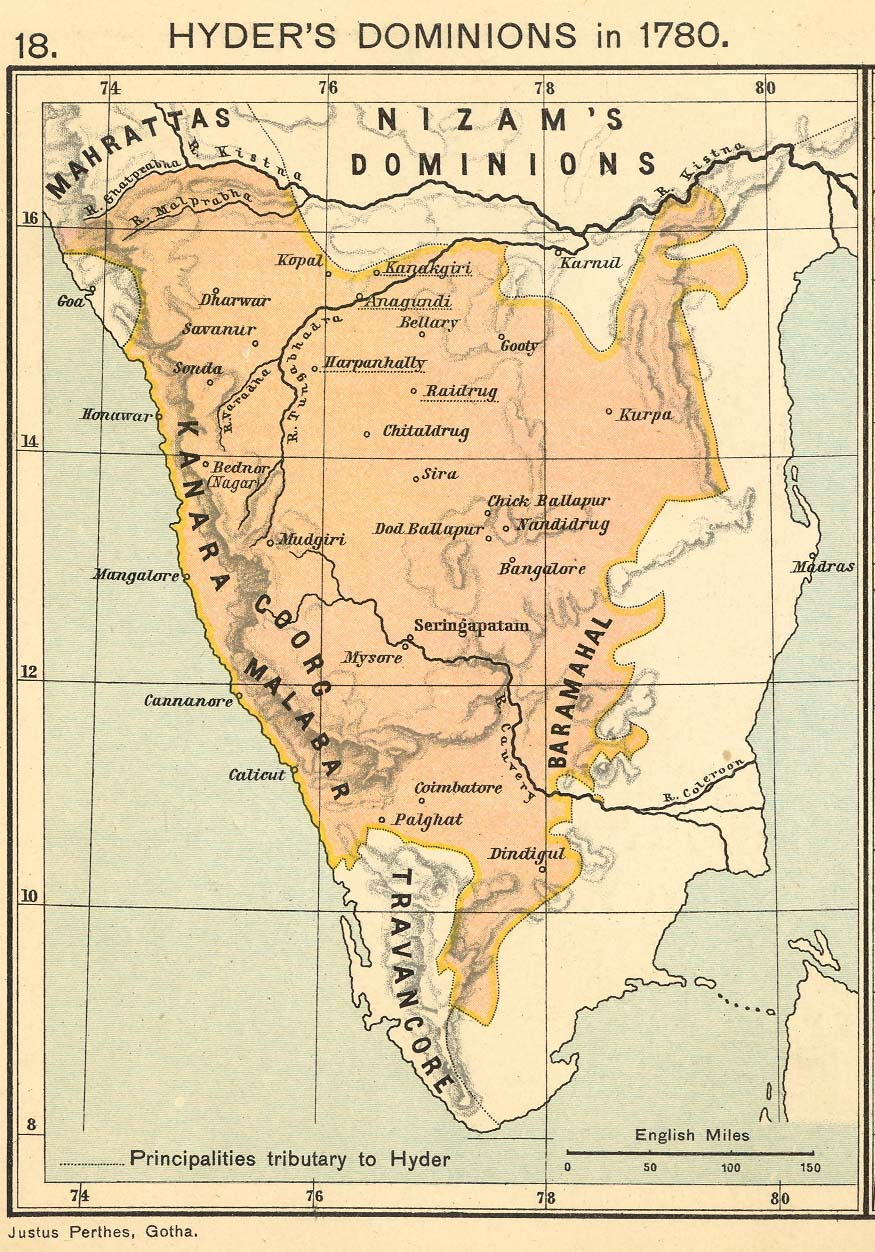
Het rijk van Haider Ali rond 1780

Falck kreeg vooral te maken met de steeds grotere macht van de Britten in het zuiden van India, dat hij als de 'voormuur' van Ceylon zag. Na het verslaan van de Fransen in de Carnatische Oorlogen ontwikkelden de Britten zich door bondgenootschappen met onderling strijdende Indiase vorsten van een commerciële tot een territoriale macht, zoals de VOC in Ceylon. Bij al het wapengeweld kon de VOC zich door gebrek aan middelen slechts handhaven door strikte neutraliteit, waardoor het aanzien als geopolitieke speler en bondgenoot steeds verder daalde. De Nawab van Arcot, Mohammed Ali, wegens hoge schulden volledig onder controle van de Britten (Falck noemde hem een Britse marionet), veroverde Tanjore en Madoera, beide aan de 'overwal' van Ceylon, en maakte aanspraak op deelname aan de parel- en chankovisserij bij Tuticorin en Mannar. Dit leidde tot een slepend diplomatiek conflict waardoor er vele jaren nauwelijks gevist kon worden. De sultan van Mysore, Haider Ali, een geduchte vijand van Mohammed Ali en de Britten, was een potentiële bondgenoot, maar toen Falck wilde ingaan op zijn avances was Batavia het daar niet mee eens. Haider Ali, en later zijn zoon Tipu Sultan, bestreed de Britten met westerse wapens en innovaties in de Mysore oorlogen. Toen Haider Ali te machtig werd en ook VOC vestigingen aan de Malabarkust bedreigde polste Falck de Britten voor een verbond. Hij schreef brieven naar president Pigot in Madras (in 1772) en naar Warren Hastings, gouverneur-generaal van Brits-Indië (in 1775). Falck was altijd een voorstander van evenwichtspolitiek bij het beschermen van Ceylon tegen de dreiging vanuit India. Batavia en de Republiek hielden daarentegen vast aan neutraliteit in heel Azië. Lang lukte het Falck om buiten het strijdgewoel te blijven. In 1773 schreef hij: 'In dezen Eilande is, Gode zij dank, alles in volkomen ruste'.

#### Oorlog

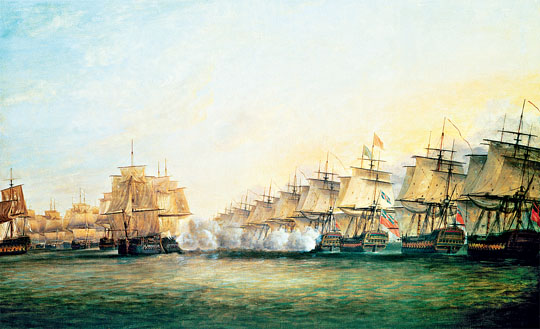
De zeeslag bij Trincomalee in 1782, tussen de vloten van de Suffren en Hughes.

Falck werd ingehaald door de feiten toen Groot-Brittannië in 1778 weer in oorlog raakte met Frankrijk, naar aanleiding van de Amerikaanse Onafhankelijkheidsoorlog. De oorlog breidde zich ook uit naar Azië. In 1778 veroverden de Britten vanuit Madras, onder generaal Hector Munro, het Franse Pondicherry. In 1780 werd ook aan de Republiek de oorlog verklaard, vanwege wapensmokkel naar de Amerikanen. De Britten hoopten hiermee een aanzienlijke koloniale oorlogsbuit op hun vroegere bondgenoot te kunnen veroveren, ter compensatie van hun verliezen in Amerika. In juli 1781 werd door een vloot van de Royal Navy onder Edward Hughes het fort Vijf Sinnen in Negapatnam gebombardeerd, de hoofdvestiging van de VOC aan de Coromandelkust. Na een beleg van vier maanden ging Negapatnam, ondanks hulp van Haider Ali, die bezig was met zijn tweede Mysore oorlog, verloren aan troepen uit Madras onder Munro. Veel kostbare retouren en wapens werden door de Britten buitgemaakt. De schade liep in de miljoenen. Ook de andere handelsposten langs de kust werden veroverd. Vestingwerken en pakhuizen werden gesloopt. De vloot van Hughes voer door naar de oostkust van Ceylon en de landingstroepen van Munro veroverden in januari 1782 de forten Trincomalee en Oostenburg in de baai van Kottiyar. Deze natuurlijke diepzeehaven op de route naar de Golf van Bengalen werd gezien als strategisch zeer belangrijk. Aan de Coromandelkust waren geen havens. Na achterlating van een garnizoen zeilde Hughes' vloot terug naar India. Een gezant, Hugh Boyd, werd naar de koning van Kandy gestuurd. Kirti Sri Rajasingha was toen pas overleden door een val van zijn paard en opgevolgd door zijn jongere broer Sri Rajadhi Rajasingha. Deze toonde echter geen interesse in een verbond. Bij terugkeer aan de kust werd Boyd gevangen genomen door de Fransen. Het bleek dat een vloot van de Franse marine onder admiraal de Suffren na meerdere gevechten met de vloot van Hughes Trincomalee op de Britten had veroverd. Falck had eerder een detachement van 100 Europese soldaten en 300 Maleiers onder kapitein Jacques Fabrice van Senden uit Colombo naar Jaffna gestuurd. Toen de Franse vloot arriveerde trokken zij naar Trincomalee. De Suffren droeg na de verovering alleen het burgerlijk gezag over aan Van Senden, maar niet het militaire.

#### Afgeslagen promotie
Al die tijd bleef Falck hopen op het arriveren van een 'Staatse vloot', maar tevergeefs. De Republiek was kansloos in de oorlog tegen de Britten, vooral vanwege verwaarlozing van de vloot, maar nieuws over het fiasco kwam heel laat en slechts mondjesmaat door in Ceylon. In januari 1781 hadden de Britse marine en kapers meer dan 200 Nederlandse schepen buitgemaakt.
In mei 1783 kreeg Falck bericht dat de Heren XVII hem eind 1781 hadden benoemd tot directeur-generaal in Batavia, als opvolger van Willem Alting. Deze was de overleden gouverneur-generaal Reinier de Klerk opgevolgd. De directeur-generaal was de tweede man van de VOC in Azië, en hield zich vooral bezig met de handel. Er waren zelfs geruchten dat Falck gouverneur-generaal zou worden. Falck dacht er echter al een poos over om te repatriëren naar Nederland, vanwege zijn zwakke gezondheid en teleurstelling over het gekelderde aanzien van de Compagnie door het uitblijven van steun uit de Republiek. Hij nam de benoeming daarom niet aan. 'De toegenomen jaaren, zwakke lichaamsgesteldheid en de grote veranderingen die hadden plaatsgevonden sedert den ongelukkigen oorlog met Engeland en den staat van de O.I. maatschappij' maakten voor hem duidelijk dat er iemand nodig was met een 'vlugger geest en een sterker lighaam'. De Raad van Indië besloot op 15 maart 1783: 'Mits declaratie van den Heer Raad extra-ordinair en Ceilons Gouverneur Falck dat zijn Ed. zich tot geen hooger eerambten geschikt vond en het tevens door Zijn Ed. gedaan verzoek om van de door de Heeren Majores op gedragen post van Directeur-Generaal verschoont te blijven wierd in Raade van Indië de Generaale Directie bij de meerderheid, vacant verklaard'.
In plaats van Falck werd Adriaan Moens, toen commandeur van Malabar, benoemd. Als nieuwe gouverneur van Ceylon hadden de Heren XVII Willem van de Graaff benoemd. Deze was in mei 1782 al in Ceylon teruggekeerd uit Suratte, waar hij sinds 1776 directeur was geweest. Omdat Falck voorlopig aanbleef nam hij eind 1783 het commandeurschap van Galle over van de naar Batavia vertrokken Arnoldus de Lij.

#### 'In het beste van zijn leven'
Begin 1784 kwam het nieuws over het einde van de oorlog aan in Ceylon. De Fransen hielden nog steeds Trincomalee bezet en wilden pas weggaan na betaling van een enorm bedrag aan gemaakte oorlogskosten. Ook de Britten in Madras probeerden het alsnog in handen te krijgen door te stellen dat het volgens het vredesverdrag eerst aan hen moest worden overgedragen. In zijn laatste jaren voerde Falck nog een stevig diplomatiek gevecht met de gouverneur van Madras, George Macartney, en de Franse opperbevelhebber in Azië, de markies de Bussy, om de forten Trincomalee en Oostenburg terug te krijgen. Dit zou pas in april 1785 gebeuren, na het betalen van de Franse onkosten.

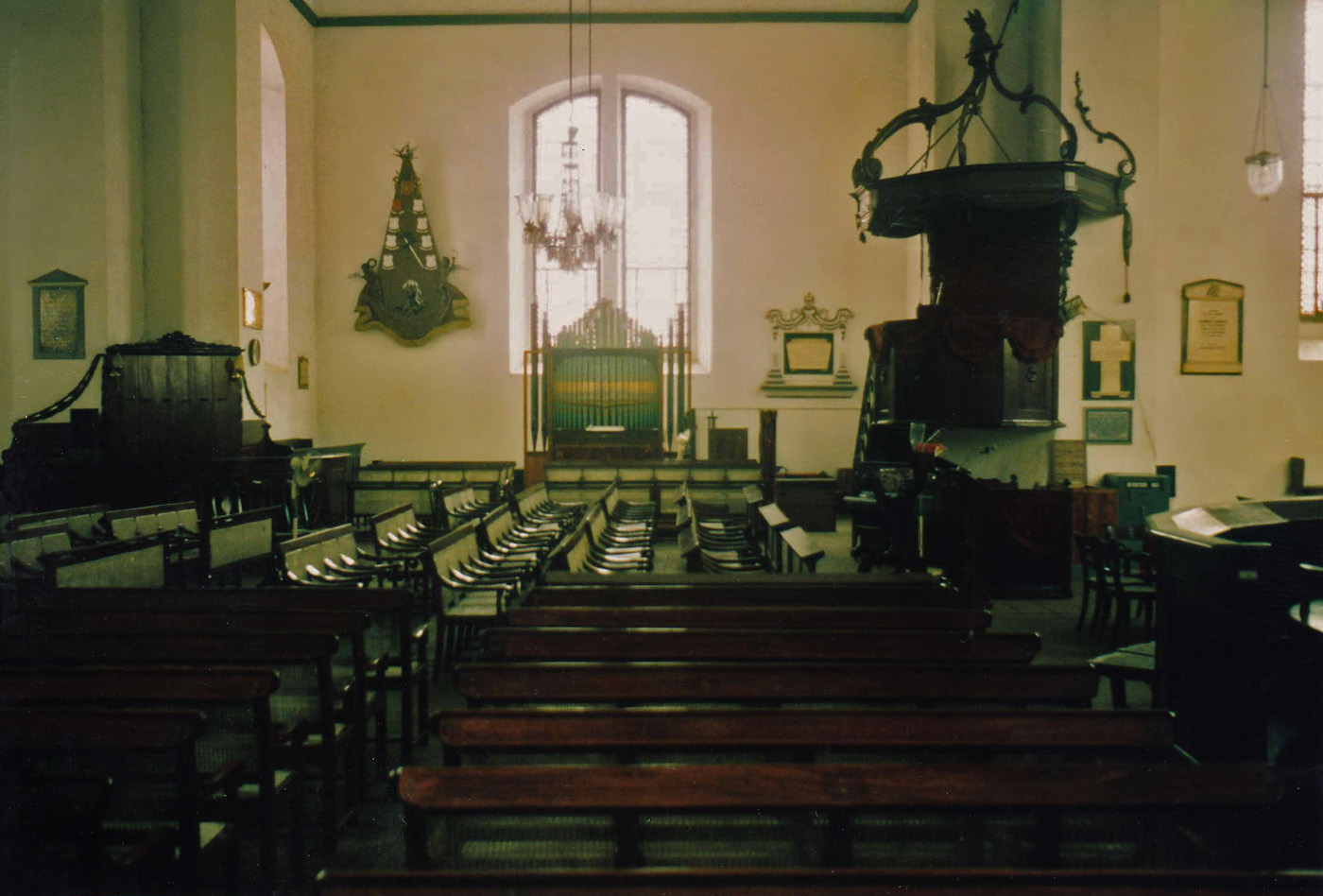
Links naast het raam het driehoekige gedenkbord voor Falck in de Wolvendaalkerk.

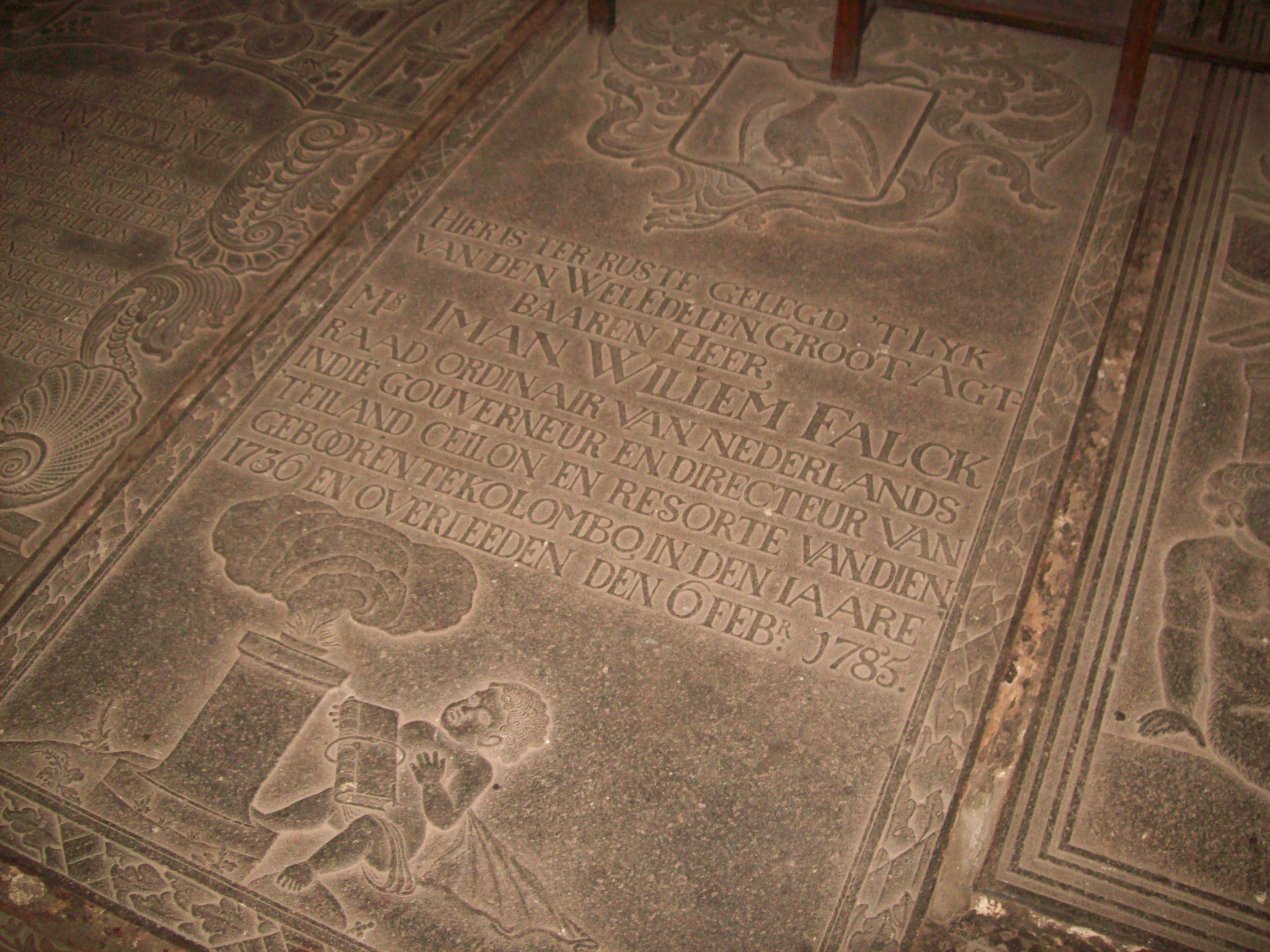
De grafsteen van Falck, naast die van Van Eck, in de Wolvendaalkerk in Colombo

Falck maakte dat niet meer mee. In januari ontving hij nog een gezantschap uit Kandy, dat vroeg om teruggave van de in 1766 afgestane kustgebieden en openstelling van de haven van Puttalam. (Falck zei dat alleen de Raad van Indië in Batavia dat kon beslissen). Hij voelde zich toen echter al niet goed. Hij stierf 'na een kwijnende ziekte' op 6 februari 1785 op zijn buitenverblijf, op 48-jarige leeftijd. Willem van de Graaff, die uit Galle al op weg was geweest, arriveerde een dag later in Colombo, en werd direct als gouverneur geïnstalleerd. Hij schreef aan stadhouder Willem V, opperbewindhebber van de VOC: 'Met de dood van falck verliest de Compagnie een der getrouwste kundigsten en nuttigste ministers die ze ooijt in Indien gehad heeft. Deeze goeden Heer, die mijn harten vriend geweest is...'. Op 10 februari was de begrafenis in de oude kerk in het fort van Colombo. Zijn graf en gedenkbord zouden in 1813 vanwege de vervallen toestand van die kerk overgebracht worden naar de Wolvendaalkerk. In mei 1786 werd Falck in de vergadering van de Staten-Generaal in Den Haag gememoreerd door de eerste advocaat van de VOC Frederik Willem Boers, die zei dat hij gestorven was 'in het beste van zijn leven, terwijl men van de kragten van zijn geest, en van het uitstekende van zijn vernuft, aan de Maatschappij nog zoveel goeds beloofde.'
Falck had geen groot vermogen opgebouwd, en was kinderloos gestorven. Zijn vrouw Doortje had zeker zes miskramen gehad. Het jaar daarop trouwde ze met de commandant van de artillerie en huisvriend Paravicini di Capelli. Deze overleed in 1795, het jaar waarin de Britten opnieuw Ceylon binnenvielen, nu naar aanleiding van de bezetting van de Republiek door het Franse revolutionaire leger. Doortje stierf in 1808 in Colombo, in Brits Ceylon.